# 澳大利亚人物传记辞典
《澳大利亚人物传记辞典》（英語：Australian Dictionary of Biography，缩写：ADB、AuDB）是由澳大利亚国立大学写成和维护的一部传记辞典，1966年至2005年陆续出版12卷，2006年7月6日开始发布线上版。
ADB项目自1957年由澳大利亚国立大学国立传记中心（National Centre of Biography）的成员发起，之后陆续有4,000个作者参与，写成了记载12,000人的9,800个条目，其中也包括210位澳大利亚原住民。